# Life in a Beautiful Light
Life in a Beautiful Light is het derde album van de Schotse zangeres Amy Macdonald.

## Geschiedenis
Het album verscheen op 12 juni 2012. In april 2012 maakte de zangeres de eerste single van het album: "Slow It Down" bekend via haar website.

## Nummers
| Nr. | Titel                            | Duur |
| --- | -------------------------------- | ---- |
| 1.  | 4th of July                      | 3:46 |
| 2.  | Pride                            | 3:23 |
| 3.  | Slow it down                     | 3:53 |
| 4.  | The furthest star                | 3:29 |
| 5.  | The game                         | 4:25 |
| 6.  | Across the nile                  | 3:19 |
| 7.  | The days of being young and free | 4:10 |
| 8.  | Left that body long ago          | 4:47 |
| 9.  | Life in a beautiful light        | 4:35 |
| 10. | Human spirit                     | 2:07 |
| 11. | The green and the blue           | 3:53 |
| 12. | In the end                       | 3:53 |

## Hitnoteringen

### NederlandseAlbum Top 100
| Hitnotering: 16-06-2012 t/m | Hitnotering: 16-06-2012 t/m | Hitnotering: 16-06-2012 t/m | Hitnotering: 16-06-2012 t/m | Hitnotering: 16-06-2012 t/m | Hitnotering: 16-06-2012 t/m | Hitnotering: 16-06-2012 t/m | Hitnotering: 16-06-2012 t/m | Hitnotering: 16-06-2012 t/m | Hitnotering: 16-06-2012 t/m | Hitnotering: 16-06-2012 t/m | Hitnotering: 16-06-2012 t/m | Hitnotering: 16-06-2012 t/m | Hitnotering: 16-06-2012 t/m | Hitnotering: 16-06-2012 t/m | Hitnotering: 16-06-2012 t/m | Hitnotering: 16-06-2012 t/m | Hitnotering: 16-06-2012 t/m | Hitnotering: 16-06-2012 t/m | Hitnotering: 16-06-2012 t/m | Hitnotering: 16-06-2012 t/m |
| Week:                       | 1                           | 2                           | 3                           | 4                           | 5                           | 6                           | 7                           | 8                           | 9                           | 10                          | 11                          | 12                          | 13                          | 14                          | 15                          | 16                          | 17                          | 18                          | 19                          | 20                          |
| --------------------------- | --------------------------- | --------------------------- | --------------------------- | --------------------------- | --------------------------- | --------------------------- | --------------------------- | --------------------------- | --------------------------- | --------------------------- | --------------------------- | --------------------------- | --------------------------- | --------------------------- | --------------------------- | --------------------------- | --------------------------- | --------------------------- | --------------------------- | --------------------------- |
| Positie:                    | 5                           | 11                          |                             |                             |                             |                             |                             |                             |                             |                             |                             |                             |                             |                             |                             |                             |                             |                             |                             |                             |

### VlaamseUltratop 200Albums
| Hitnotering: 16-06-2012 t/m | Hitnotering: 16-06-2012 t/m | Hitnotering: 16-06-2012 t/m | Hitnotering: 16-06-2012 t/m | Hitnotering: 16-06-2012 t/m | Hitnotering: 16-06-2012 t/m | Hitnotering: 16-06-2012 t/m | Hitnotering: 16-06-2012 t/m | Hitnotering: 16-06-2012 t/m | Hitnotering: 16-06-2012 t/m | Hitnotering: 16-06-2012 t/m | Hitnotering: 16-06-2012 t/m | Hitnotering: 16-06-2012 t/m | Hitnotering: 16-06-2012 t/m | Hitnotering: 16-06-2012 t/m | Hitnotering: 16-06-2012 t/m | Hitnotering: 16-06-2012 t/m | Hitnotering: 16-06-2012 t/m | Hitnotering: 16-06-2012 t/m | Hitnotering: 16-06-2012 t/m | Hitnotering: 16-06-2012 t/m |
| Week:                       | 1                           | 2                           | 3                           | 4                           | 5                           | 6                           | 7                           | 8                           | 9                           | 10                          | 11                          | 12                          | 13                          | 14                          | 15                          | 16                          | 17                          | 18                          | 19                          | 20                          |
| --------------------------- | --------------------------- | --------------------------- | --------------------------- | --------------------------- | --------------------------- | --------------------------- | --------------------------- | --------------------------- | --------------------------- | --------------------------- | --------------------------- | --------------------------- | --------------------------- | --------------------------- | --------------------------- | --------------------------- | --------------------------- | --------------------------- | --------------------------- | --------------------------- |
| Positie:                    | 14                          | 4                           |                             |                             |                             |                             |                             |                             |                             |                             |                             |                             |                             |                             |                             |                             |                             |                             |                             |                             |